# Němčice (Svitavy)
Němčice é uma comuna checa localizada na região de Pardubice, distrito de Svitavy.